# Leuconia ochotensis
Leuconia ochotensis är en svampdjursart som först beskrevs av Miklucho-Maclay 1870.  Leuconia ochotensis ingår i släktet Leuconia och familjen Baeriidae. Inga underarter finns listade i Catalogue of Life.